# 料理研究家
料理研究家（りょうりけんきゅうか）とは、調理法を研究し料理の提案をする者のことである。料理教室を運営したり、料理本（レシピ集など）を執筆したり、テレビやラジオや動画配信サイトで料理番組などに出演して料理を紹介することがある。
日本料理、フランス料理、中華料理、イタリア料理などの分野がある。動画配信サイトで、時短料理やダイエット料理などの実践的な調理法を配信する者もいる。プロの料理人が経験を重ねることにより料理研究家になったり、料理教室の経営、調理師養成施設の教員など出身はさまざまである。

## 歴史

### アイルランド
20世紀
- セオドーラ・フィッツギボン - 元俳優・モデルの経歴をもつ料理研究家。ベストセラーとなった"The Taste of"のシリーズ（1968年 - 1980年）や百科事典的な大著The Food of the Western World（1976年）などの料理本を著す。1930-40年代パリの芸術界や1940-50年代ロンドンの芸術・文学界に知己が多く、とりわけディラン・トマス夫妻と親しかった。

### アメリカ
20世紀
- ジェームズ・ビアード（英語版） - 20冊以上の料理本を執筆し、料理番組にも出演、ジェームズ・ビアード料理学校で調理を教えた。優れたレストランやシェフ、レストランオーナーたちを表彰するアメリカ料理界のアカデミー賞とも呼ばれるジェームズ・ビアード財団賞（英語版）を授与するジェームズ・ビアード財団を創設した[1][2][3]。

### イタリア
1世紀
- マルクス・ガウィウス・アピキウス - 古代ローマの美食家。現代まで伝わっている料理書の中では世界最古の『ラルス・マギリカ』（別名『デ・レ・コクイナリア』）を著し、自ら料理学校を開いた[4]。

### イギリス
18世紀
- ハナー・グラス ‐ イギリスでベストセラーとなる料理本「The Art of Cookery made Plain and Easy」を執筆した。

20世紀
- ローズ・グレイ ‐ 料理本執筆やテレビ番組出演多数のほか、自らが創業・経営したイタリア料理店リバー・カフェにおいて、ジェイミー・オリヴァーを含む有名シェフたちに強い影響を与えた。

21世紀
- ジェイミー・オリヴァー ‐ 1998年にテレビ番組『裸のシェフ』で注目されて以降、テレビ番組出演や料理本執筆に数多く携わる。学校給食改善などの食育改革にも積極的に関わる。

### フランス
17世紀
- フランソワ・ピエール・ラ・ヴァレンヌ（英語版） - 1651年に『フランスの料理人』を出版し、それまで秘伝とされてきた宮廷料理の料理法を公開した。その後、多くの料理人が秘伝のレシピを公開するようになり、料理本の執筆を生業とする職業が成立した[5]。

18世紀
- ヴァンサン・ラ・シャペル（フランス語版）

19世紀
- ジャン・アンテルム・ブリア＝サヴァラン
- アントナン・カレーム
- アントワーヌ・ボーヴィリエ
- ユルバン・デュボワ（フランス語版） - 料理の盛りつけにおける芸術性を追求し、『芸術的料理』『古典料理』『現代の料理』などの料理書を残した[6]。
- オーギュスト・エスコフィエ

20世紀
- モーリス・エドモン・サイヤン（フランス語版） - 通称「キュルノンスキー」。美食家であり料理歴史研究家でもあった。『美食のフランス』など多くの著書を出版し、フランス料理の地位向上に努めた[7]。1907年からミシュランの顧問として旅先での美食を紹介する記事を執筆、旅行グルメガイドの先鞭をつけた。

### 日本
日本においては特別な資格はなく、また免許取得や公的機関への申請の必要もないため、いつでも誰でも料理研究家を自称することができる。ここではよく知られた人物を挙げる。
18世紀
- 曽谷学川 - 1782年（天明2年）に醒狂道人何必醇（せいきょうどうじんかひつじゅん）の筆名で『豆腐百珍』を著し、豆腐の様々な料理法を紹介した。後の料理百珍ものの嚆矢となった。

19世紀
- 浅野高造
- 千馬源吾
- 赤堀峯吉 - 1882年（明治15年）に日本最初の料理学校である赤堀割烹教場（2013年現在の赤堀栄養専門学校）を創設するとともに多くの料理書を著した。1892年（明治25年）9月に治包会を創立し調理実習教育の普及に努めた。
- 石井治兵衛 - 四条流庖丁道の包丁人であり、江戸幕府諸藩料理師範、宮内省大膳職包丁師範を勤める。1898年（明治31年）に著した『日本料理法大全』において日本書紀以来の日本料理の沿革や料理流派を紹介した。

20世紀前半
- 村井弦斎・村井多嘉子 - 小説家の弦斎と料理研究家の多嘉子による夫婦。ベストセラーとなった料理小説『食道楽』で日本中に美食ブームを起こした。多嘉子は明治時代のレシピ本の代表格である『弦齋夫人の料理談』でも著名。
- 奥村繁次郎 - 焼芋屋を営むかたわら本草学を学び、1905年（明治38年）に『家庭和洋料理法』、1906年に『名物諸国料理』、『衛生料理豆腐百珍』、1919年（大正8年）に『家庭実用漬物の仕方』など多くの料理書を残した。
- 宇多繁野 - 家庭の主婦であったが夫と死別した後に料理学校で学び料理研究家となる。1924年（大正13年）に『宇多式和洋家庭料理法』を編纂し、かつお出汁の代わりとしての煮干し出汁の普及に貢献した。

20世紀後半以降
- 相田幸二
- 赤堀全子
- 阿部なを
- 有坂翔太
- 有元葉子
- 飯田深雪
- 五十嵐豪
- 石橋エータロー
- 板井典夫
- 井上絵美
- 上村泰子
- 魚柄仁之助
- 江上佳奈美
- 江上トミ
- 枝元なほみ
- 大山のぶ代
- 岡田史織
- 小川聖子
- 荻原和歌
- 奥薗壽子
- 奥村彪生
- 小野員裕
- 金子信雄
- 河合真理
- 川上晶也
- カーリー西條
- 杵島直美
- 栗原心平
- 栗原はるみ
- ケンタロウ
- コウケンテツ
- 小林カツ代
- 庄司いずみ
- 白崎裕子
- 杉浦友祐
- 鈴木登紀子
- 高木ゑみ
- 高橋善郎
- 辰巳浜子
- 辰巳芳子
- 辻静雄
- 寺田真二郎
- 土井勝
- 土井善晴
- 中江百合
- 永島トヨ
- 服部幸應
- バーバラ寺岡
- 浜内千波
- 浜田陽子
- 平野レミ
- 藤井恵
- 藤野真紀子
- 藤野嘉子
- ベリッシモ・フランチェスコ
- 星澤幸子
- 町田えり子
- 松田美智子
- 宮成なみ
- 宮前真樹
- 村上昭子
- 村上祥子
- 森崎友紀
- 柳澤英子
- 柳原一成
- 柳原敏雄
- 山際千津枝
- 山本麗子
- 結城貢
- リュウジ
- 脇雅世
- 長谷川あかり